# مكالمة بعد منتصف الليل (فلم)
مكالمة بعد منتصف الليل هو فيلم مصري إنتاج 1978. وهو من بطولة حسين فهمي وميرفت أمين وسمير غانم.

## قصة الفيلم
يروي الفيلم قصة شاب حسين فهمي وشابة ميرفت أمين يتزوجان حديثا، لكن يصدف ان يعثر الشاب على جثة رجل في منزله لكن ما ان يتصل بالشرطة لتاتي لمعاينة الجثة حتى تختفي هذه الاخيرة من المكان الذي وجدها فيه، ويتكرر السيناريو أكثر من مرة، لدرجة أن الشرطة لا تصدقه بعد ذلك وتظن انها مجرد تخيلات لا أساس لها من الصحة حتى انه هو نفسه يقتنع أنه مجنون، فيوصيه صديقه سمير غانم بدخول مستشفى المجانين وفعلا يدخلها لكنه سرعان ما يهرب منها ظنا منه أن في الأمر خدعة ما، فيكتشف أن الجثة في الأصل هي رجل حي استأجره صديقه ليجعله يفقد صوابه و لينفرد بزوجته التي يحبها منذ وقت طويل.